# Понтормо
Джакопо Каручи, по-известен като Джакопо Понтормо или само Понтормо е италиански живописец, представител на флорентинската школа, един от основоположниците на маниеризма. Ученик е на Пиеро ди Козимо и Андреа дел Сарто. Живее и работи във Флоренция.

## Биография и творби
Роден в Понтормо (Тоскана) в семейството на живописеца Б.Каручи.
Значителни негови творби са: „Христос в Емаус“, 1525, Галерия Уфици, Флоренция; „Мадона със Свети Йосиф и Йоан Кръстител“, Ермитаж, Санкт-Петербург; „Срещата на Мария и Елисавета“, църква Сан-Микеле, Карминиато, 1528 – 1530.
За една от най-добрите му творби се счита „Снемането от кръста“ (1528, Флоренция, църквата Санта-Феличита). В картината липсват ясни пространствени отношения, фигурите са приближени към предния план. Липсата на твърда опора на композицията създава впечатление за неустойчивост.

### „Снемане от кръста“
Една от най-добрите картини на автора е „Снемане от кръста“ (1528, Флоренция, църква Санта-Феличита). В картината отсъства яснота на пространствените отношения, фигурите са приближени към предния план. Отсъствието на твърда опора на композицията създава впечатление за неустойчивост, подчертава драматизма и напрегнатостта на едно от първите произведения на зараждащия се маниеризъм.

## Творби
- Йероним Стридонски. 1525 – 1530. Музей Земята, Саксония, Хановер
- Леда и лебеда